# 罗西–福雷尔地震烈度表
罗西–福雷尔地震烈度表（Rossi–Forel scale）是发明较早的一个用于评估地震烈度的度量。它由意大利地震学家Michele Stefano Conte de Rossi和瑞士地震学家François-Alphonse Forel于19世纪后期所提出。它在麦加利地震烈度使用前被使用了约20年。

## 烈度等级
1873年的罗西-福雷尔度量有10个烈度等级：
- I. 基本无感 可被单个或多个同型号的地震仪所记录，而不能被多种不同信号的地震仪记录。一个有经验的人可感知到此类地震。
- II. 微震动 可被多种不同信号的地震仪记录。少部分人在休息时可感觉到震动。
- III. 弱震动 一些人可感觉到震动。可感知震动方向和持续时间。
- IV. 轻震动 运动中的人可感觉到震动。可移动的物体（如门窗等）会发生晃动。
- V. 中震动 任何人都能感觉到。家具会发生晃动，铃铛甚至会叮当作响。
- VI. 强震动 正睡觉的人会被惊醒。吊灯发生摇动，钟表停摆，树木也会发生明显摇晃。受惊吓者会外出避难。
- VII. 很强的震动 使可移动的物体翻滚，灰泥掉落，使教堂的钟表发出响声。人们会受到惊吓。 使建筑物遭受中等或严重的破坏。
- VIII. 破坏性震动 使烟囱掉落，使建筑物墙壁出现裂缝。
- IX. 毁灭性震动 使建筑物发生部分或整体的损坏。
- X. 山河改观 导致巨大的灾害。使地层扰动，大地出现裂缝，岩石从山上滚落。